# Monopoly Plus
Monopoly Plus è un videogioco strategico sviluppato da Asobo Studio e pubblicato da Ubisoft nel 2014 per Microsoft Windows, Xbox 360, Xbox One, PlayStation 3, PlayStation 4 e basato sul classico gioco da tavolo Monopoly.